# ژوزه فیولو
ژوزه فیولو (به پرتغالی: José Fiolo) (زادهٔ ۲ مارس ۱۹۵۰) شناگر رشته قورباغه اهل برزیل و دارنده هفت مدال از بازی‌های پان امریکن است.